# Conseil européen des 14 et 15 décembre 2017
La réunion du Conseil européen des 14 et 15 décembre 2017 a porté principalement sur les questions de sécurité et défense, la dimension sociale, l'éducation et la culture, le changement climatique, sur l'état des négociations sur le Brexit et sur la zone euro.

## Conclusions du Conseil

### Sécurité et défense
Une cérémonie a eu lieu dans le cadre du Conseil pour célébrer la naissance officielle de la Coopération structurée permanente et du Fonds européen de défense,. Le Conseil « préconise la poursuite des travaux sur le Fonds européen de la défense » et la « révision en profondeur du mécanisme Athena de financement des coûts communs des missions et opérations militaires de l'UE ». Le Conseil rappelle aussi sa demande que la coopération UE-OTAN avance y compris sur les nouvelles propositions récemment approuvées en décembre et insiste sur l'importance des travaux relatifs à la mobilité militaire. Le Conseil demande aussi que soit renforcée la PSDC civile. Ces questions seront à l'ordre du jour du Conseil de juin 2018 .

### Migrations
Les dirigeants européens ne sont pas parvenus à un accord sur le maintien ou non d'une politique de quotas obligatoires pour l'accueil des réfugiés. La question sera de nouveau à l'ordre du jour du prochain Conseil européen de juin 2018,.

### Négociations sur le Brexit
Lors du sommet de Bruxelles, les dirigeants de l’Union européenne ont approuvé le compromis du 8 décembre 2017 avec le Royaume-Uni relatif à la première phase de négociations portant sur les droits des citoyens, l'Irlande et les obligations financières du Royaume-Uni et lancé l’ouverture d’une nouvelle phase de négociations qui portera sur la période de transition entre la sortie du Royaume-Uni de l'UE et les modalités futures de ses relations avec l'UE à 27,.

## Sources